# قواعد روش جامعه‌شناسی
قواعد روش جامعه‌شناسی (به فرانسوی: lang-fr، Les Règles de la Méthode Sociologique) و (به انگلیسی: The Rules of Sociological Method) کتابی است از امیل دورکیم، جامعه‌شناس فرانسوی که نخستین بار در سال ۱۸۹۵ در فرانسه منتشر شد. نتیجهٔ مستقیم بررسی‌های خود دورکیم است که برای تأسیس رشته جامعه‌شناسی به‌عنوان علوم اجتماعی اثبات‌گرایی شناخته می‌شود. دورکیم یکی از پدران جامعه‌شناسی و این اثر، بیانیه جامعه‌شناسی اوست. دورکیم در آن، جامعه‌شناسی را از سایر علوم متمایز و منطق این تفکیک را ارائه نموده‌است. جامعه‌شناسی علم واقعیت‌های اجتماعی است. دورکیم دو تز اصلی را طرح می‌کند که بدون آنها جامعه‌شناسی، علم نخواهد بود:
1. باید موضوع مطالعه اختصاصی داشته باشد. برخلاف فلسفه یا روان‌شناسی، موضوع مناسب مطالعه جامعه‌شناسی واقعیت‌های اجتماعی است.
2. باید با روش علمی و عینی تا آنجا که ممکن است به روش علوم طبیعی نزدیک شود. این روش باید در هر صورت از تعصب و پیشداوری ذهنی دوری جوید.[۵]

این اثر یکی از کتاب‌های تأثیرگذار برای پیدایش علم جدید جامعه‌شناسی بود. استدلال دورکیم مبنی بر این که روش علوم اجتماعی باید با روشِ علمیِ دقیقِ مورد استفاده در علوم طبیعی نزدیک باشد، در آن زمان انقلابی به نظر می‌رسید.
قواعد روش جامعه‌شناسی متنی مهم در جامعه‌شناسی و کتابی ویژه در دوره‌های نظریه‌های جامعه‌شناسی است. مفهوم کتاب هنوز توسط جامعه‌شناسان مورد بحث است.

## جامعه‌شناسی علم بررسی واقعیت‌های اجتماعی
دغدغه دورکیم تأسیس جامعه‌شناسی به عنوان یک علم بود. او برای اختصاص مکان در شأن جامعه‌شناسی در میان سایر علوم نوشت:بنابراین، جامعه‌شناسی وابسته به هیچ علم دیگری نیست؛ بلکه خود یک علم متمایز و مستقل است. برای اینکه به جامعه‌شناسی جایگاهی در جهان دانشگاهی داده و اطمینان حاصل شود که علم شایسته‌ای هست، باید موضوعی روشن و متمایز از فلسفه یا روان‌شناسی داشته باشد. وی استدلال کرد: در هر جامعه‌ای گروه خاصی از پدیده‌ها وجود دارد که ممکن است از آن چیزی متفاوت باشد که توسط سایر علوم طبیعی مورد مطالعه قرار گرفته‌است. دورکیم واقعیت‌های اجتماعی را چنین تعریف کرد: 
 یک واقعیت اجتماعی عبارت است از هر شیوه‌ای، ثابت یا غیرثابت، قادر به اعمال اجبار بیرونی بر فرد یا هر شیوه‌ای از عمل که در یک جامعه معین، عمومیت دارد در حالی که در همان زمان مستقل از مظاهر فردی خود وجود دارد.
یکی از چالش‌هایی که کتاب نشان می‌دهد اینکه تصمیمات فردی و ظاهراً آشفته در واقع نتیجه یک نظام بزرگتر و ساختارمندتر است، الگویی که توسط واقعیت‌ها اجتماعی در کنار هم نگه داشته شده‌است.
تعریف واقعیت‌های اجتماعی الگوی جامعی را نشان می‌دهد که در آن واقعیت‌های اجتماعی دورکیم با دو ویژگی اصلی تعریف می‌شوند: واقعیت‌های اجتماعی برای افراد بیرونی و اجباری هستند. آنها نه تنها رفتار را نشان می‌دهند بلکه قواعد حاکم بر رفتار و معنای آن را نیز آشکار می‌سازند. واقعیت‌های اجتماعی نه تنها مورد پذیرش قرار گرفته‌اند بلکه توسط جامعه به عنوان قواعدی پذیرفته شده‌اند که از آنها پیروی می‌کنند. قانون، زبان، اخلاق و ازدواج همه نمونه‌هایی از ایده‌آل‌هایی هستند که از طریق تفکر فردی شکل گرفته‌اند و در این نهادهای مشخص ظاهر شده‌اند که ما اکنون باید به آنها پایبند باشیم. واقعیت‌های اجتماعی می‌توانند محدودکننده باشند: اگر افراد براساس دستور عمل نکنند، ممکن است با مجازات‌های اجتماعی روبرو شوند. ماهیت الزام‌آور واقعیت‌های اجتماعی اغلب ضمنی است زیرا قوانین جامعه توسط افراد در فرایند آموزش و اجتماعی شدن درونی می‌شوند.
دورکیم دو نوع واقعیت اجتماعی را از یکدیگر متمایز کرده‌است: واقعیت اجتماعی بهنجار - که در یک جامعه به‌طور منظم و اغلب رخ می‌دهد - و واقعیت اجتماعی آسیب‌شناختی - که بسیار کمتر رایج است.

## اصول جامعه‌شناسی
به گفتهٔ دورکیم، جامعه شناسان باید بدون پیشداوری و تعصب، واقعیت‌های اجتماعی را به‌عنوان پدیده‌های واقعی و عینی مطالعه کنند. دورکیم نوشت: نخستین و اساسی‌ترین قانون این است: واقعیت‌های اجتماعی را به عنوان «چیزها» در نظر بگیرید. این بدان معناست که جامعه‌شناسی باید به یک روش علمی و موضوع شناخته‌شده احترام گذاشته و از آن استفاده نموده و آن را تا حد ممکن به سایر علوم دقیق نزدیک سازد. این روش باید به هر قیمتی از تعصب و قضاوت ذهنی اجتناب کند. علاوه بر این دورکیم در مورد پدیده‌های اجتماعی و چگونگی مطالعهٔ آنها صحبت می‌کند. دورکیم نوشته‌است:
 پدیده‌های اجتماعی باید به خودی خود در نظر گرفته شوند، جدا از موجودات آگاه که نمایندگی ذهنی خود را از آنها شکل می‌دهند. آنها باید از خارج به عنوان چیزهای خارجی مورد مطالعه قرار گیرند زیرا در این صورت آنها خود را به ما نشان می‌دهند.